# Salticus major
Salticus major är en spindelart som först beskrevs av Simon 1868.  Salticus major ingår i släktet Salticus och familjen hoppspindlar. Inga underarter finns listade i Catalogue of Life.